# 페어 게임 (2010년 영화)
페어 게임(Fair Game)은 플레임 사건을 그린 2010년 개봉한 전기 영화이다. 조지프 C. 윌슨의 회고록 "The Politics of Truth"와 그의 아내 밸러리 플레임의 회고록 "Fair Game: My Life as a Spy, My Betrayal by the White House"에 근거한다.

## 출연

### 주연
- 나오미 왓츠
- 숀 펜

### 조연
- 샘 쉐퍼드
- 노아 엠머리히
- 마이클 켈리
- 브루스 맥길
- 데이빗 앤드류스

## 기타
- 프로듀서: 애너딜 호사인
- 공동제작: 데이빗 시걸
- 공동제작: 킴 H. 윈더
- 협력프로듀서: 게리 로버트 번
- 협력프로듀서: 숀 게셀
- 조감독: 조셉 애스프로몬티
- 조감독: 마크 갈랜드
- 조감독: 킴 H. 윈더
- 조감독: 에릭 옐린
- 미술: 제스 곤처
- 세트: 사라 팍스
- 의상: 신디 에반스
- 분장부문: 리사 하젤
- 분장부문: 아만다 밀러
- 배역: 조세프 미들톤
- 프로덕션매니저: 데이빗 보쉬
- 프로덕션매니저: 브라이언 벅클랜드
- 프로덕션매니저: 게리 로버트 번
- 프로덕션매니저: 프랭크 힐드브랜드

## 같이 보기
- 플레임 사건